# Salim
Salim (in arabo: سليم, traslitterato anche come Saleem) è un nome proprio di persona arabo maschile.

## Varianti
- Femminili: سليمة (Salima, Selima)[1]

### Varianti in altre lingue
- Turco: Selim[1]

## Origine e diffusione
Si basa sul verbo سلم (salima, "essere al sicuro"), quindi il suo significato è "sicuro", "salvo". Il nome venne portato da Salim ''mawla'' Abi Hudhayfa, uno dei sahaba del profeta Maometto.

## Persone
- Salim I al-Mubarak Al Sabah, sceicco kuwaitiano
- Salim Cissé, calciatore guineano
- Salim Ghazi Saeedi, chitarrista e compositore iraniano
- Salim Idris, ufficiale siriano
- Salim Kechiouche, attore francese
- Salim Lamrani, docente e scrittore francese
- Salim Sdiri, atleta francese

### Variante Selim
- Selim I, sultano ottomano
- Selim II, sultano ottomano
- Selim III, sultano ottomano
- Selim al-Hoss, politico libanese

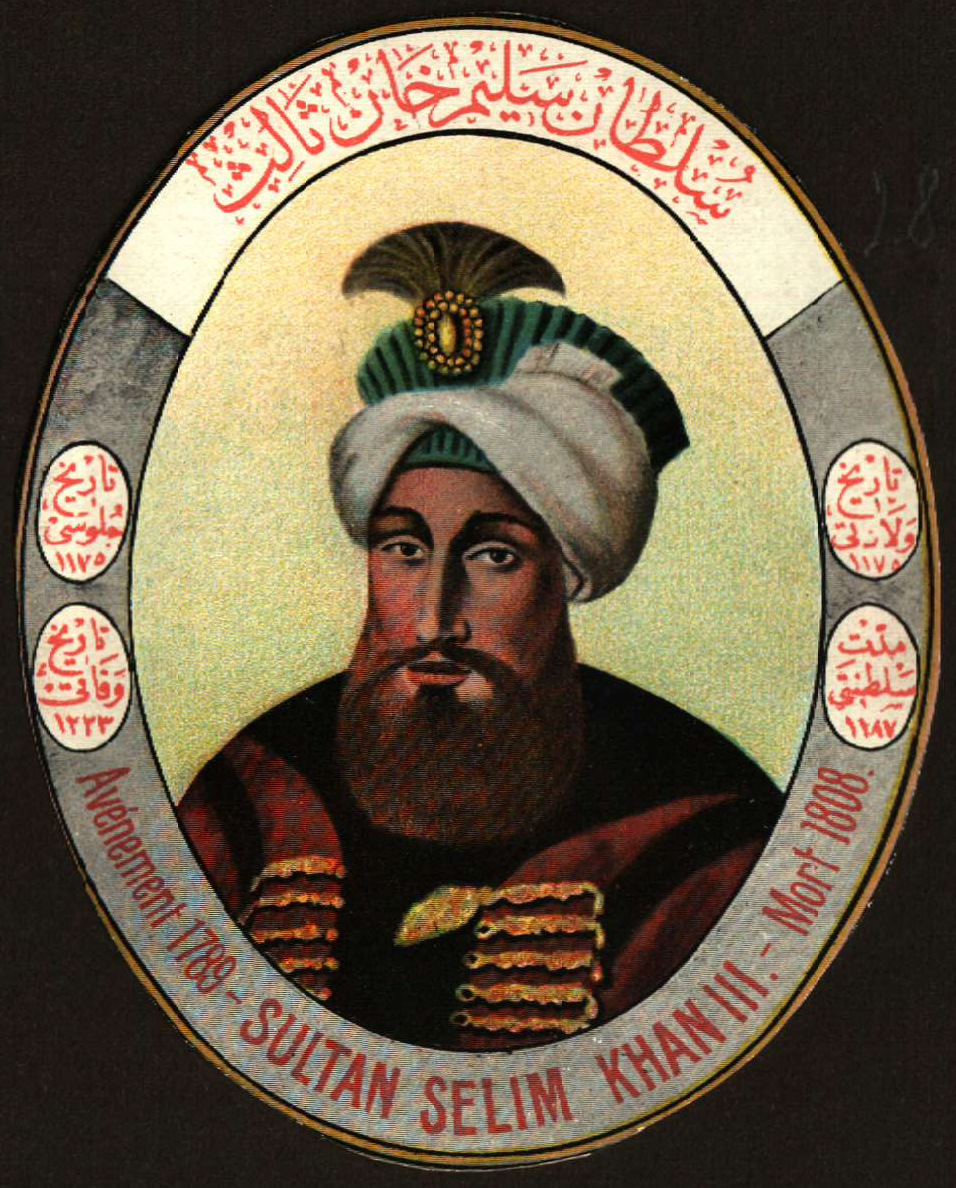
Selim III

- Selim Ahmed, ragazzo siriano che fu assistente di T. E. Lawrence
- Selim Ben Djemia, calciatore tunisino
- Selim Mouzannar, gioielliere e attivista libanese

### Varianti femminili
- Salima Ikram, archeologa ed egittologa pakistana
- Selima Sfar, tennista tunisina
- Salima Sultan Begum, consorte imperiale Moghul

## Il nome nelle arti
- Selim Pascià è un personaggio dell'opera di Wolfgang Amadeus Mozart Il ratto dal serraglio.